# Маленга
Мале́нга (англ. Malenga) — традиційна громада у складі дистрикту Нтчисі Центрального регіону Малаві.
Населення — 50687 осіб (2018).